# I Miss You (Clean Bandit)
I Miss You è un singolo del gruppo musicale britannico Clean Bandit, pubblicato il 27 ottobre 2017 come quarto estratto dal secondo album in studio What Is Love?.
Il singolo ha visto la collaborazione della cantante statunitense Julia Michaels.

## Video musicale
Il video musicale, girato in diverse località degli Stati Uniti e in Italia ad Alba Fucens, è stato pubblicato il 27 ottobre 2017.